# Díptico de Melun
El Díptico de Melun es un díptico elaborado por el pintor francés Jean Fouquet. Es una pintura al óleo sobre tabla, y fue pintada hacia la década de 1450. Consta de dos partes: Etienne Chevalier y San Esteban, a la izquierda y actualmente en Berlín, y la Virgen de Melun, a la derecha, en Amberes. Es considerada una obra maestra del siglo XV.

## Historia de la obra

### El donante
Fue encargada por Étienne Chevalier, tesorero del rey Carlos VII de Francia y miembro del Consejo del Rey, para la capilla funeraria de la Colegiata Nuestra Señora de Melun. Su familia nació allí y era propietario de una casa en la ciudad. Chevalier tenía vínculos con esta colegiata, a la que había donado una estatua de la Virgen, joyas, horquillas de seda y órganos. Fundó una misa diaria y su tumba se ubicó allí (así como el de Catherine Budé, su esposa, fallecida en 1452) en la capilla de la Virgen ubicada detrás del altar mayor. Chevalier encargó el díptico para ubicarlo sobre la tumba de su esposa, en donde se dispuso una vez terminado.

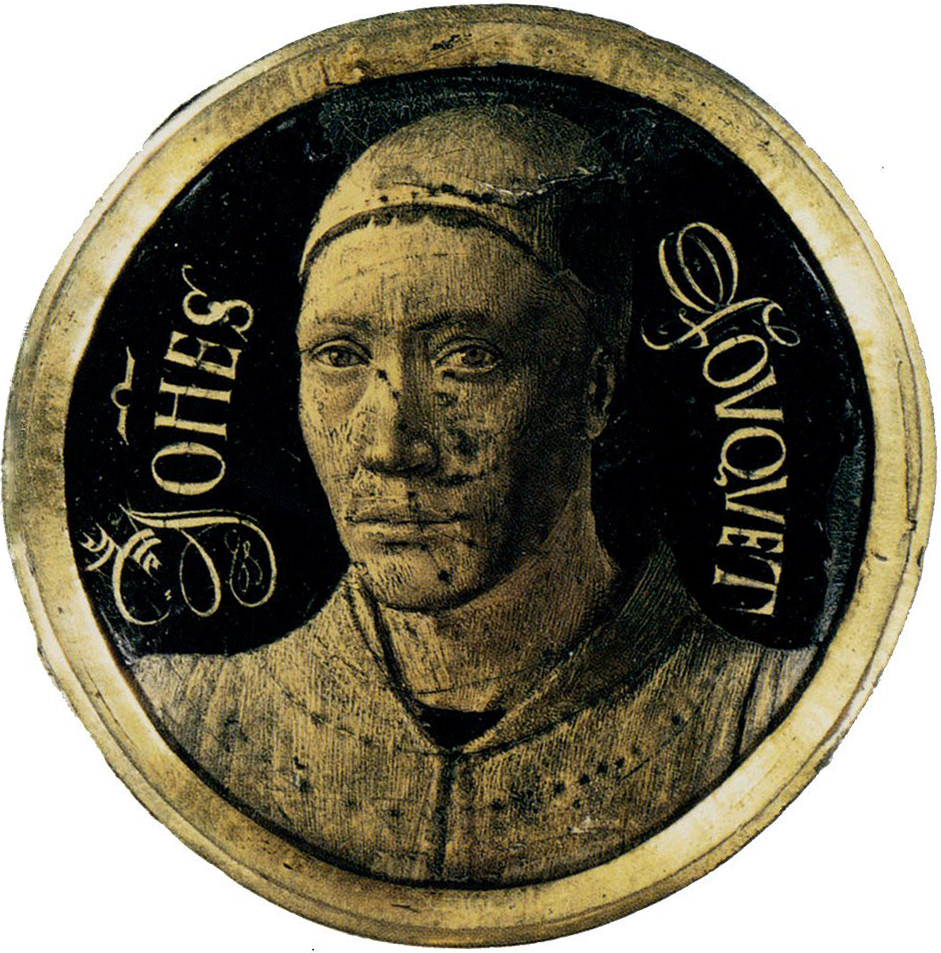
Autorretrato sobre esmalte del pintor francés Jean Fouquet, actualmente en el Museo del Louvre, París.

Cuando Chevalier se aproxima a Jean Fouquet para comisionarle la obra, este último ya había desarrollado obras para algunos de los grandes de su tiempo, como los retratos del rey Carlos VII y del papa Eugenio IV. Al mismo tiempo, el tesorero del rey encargó a Fouquet que produjera un libro de horas, conocido hoy como el Libro de Horas de Etienne Chevalier.
De acuerdo al Museo Real de Bellas Artes de Amberes —en donde se encuentra la tabla derecha— la datación de la obra va de 1452 a 1456.

### ElDíptico en Melun
La pintura fue colocada cerca de la sacristía de la colegiata. Se describe allí varias veces durante el siglo XVII. El futuro Luis XIII, entonces delfín, lo vio durante su visita a la ciudad el 10 de marzo de 1608, según el diario de su médico, Jean Héroard, quien dio una descripción de ello mencionando que «parece estar recién hecho, por haber sido bien conservado». Fue nuevamente descrita en 1661 con bastante precisión por el erudito Denis Godefroy en su Histoire de Charles VII. Esto confirma que de hecho es un díptico —y no un tríptico del que uno de los paneles se ha perdido—, que se cierra sobre sí mismo y, finalmente, que tiene un marco ricamente decorado con terciopelo y medallones que representan historias sagradas que en parte ya han desaparecido. Estaba colocado en el coro, al lado de la sacristía, a medio camino de la pared, encima de la tumba del donante. Justo enfrente, se encuentra el altar de los muertos, donde una placa fija de cobre recuerda la fundación una misa perpetua diaria dedicada a Étienne Chevalier.

### Separación
En 1773, los canónigos emprendieron importantes obras en su iglesia. En la tabla de Amberes, se halla una etiqueta en la parte posterior que señala: «La Santa Virgen con las características de Agnès Sorel, amante del rey Carlos VII de Francia, murió en 1450. Esta mesa, que estaba en el coro de Nuestra Señora de Mehun (sic), es un deseo del Sr. Etienne Chevalier, uno de los ejecutores testamentarios de Agnes Sorel. 1775. Abogado de Gautier». François Avril concluye de esto que la Virgen y el Niño ya están disociados del díptico en esta fecha. El díptico, sin duda, se vendió y desmembró durante estos dos años, o justo después, tal vez porque los canónigos encontraron dificultades para financiar el trabajo iniciado en la colegiata. Su venta podría haber ayudado a recaudar los fondos necesarios.
La tabla izquierda, Étienne Chevalier y San Esteban, fue adquirida por el escritor alemán Clemens Brentano, cedida luego a su hermano y conservada en la casa familiar. En 1896 fue comprada por los Museos Estatales de Berlín (Staatliche Museen zu Berlin) y actualmente se encuentra en la Gemäldegalerie de Berlín.
La tabla derecha, La Virgen con el Niño y ángeles, reapareció en el siglo XIX en la colección de Florent van Etborne, coleccionista de arte y burgomaestre de Amberes de ese entonces. En 1840 fue donada esta colección al Museo Real de Bellas Artes de la ciudad (Koninklijk Museum voor Schone Kunsten Antwerpen). La tabla todavía se conserva allí hoy.
Del díptico procede también un pequeño tondo con el autorretrato del artista, ahora en el Louvre.

## Díptico de Melun
La obra se compone de dos tablas: Etienne Chevalier y San Esteban (93 × 85 cm), a la izquierda, y la Virgen de Melun (94,5 × 85,5 cm), a la derecha. En el sentido original del díptico, el observador debe seguir la mirada de San Esteban y Chevalier en la tabla derecha hacia la Virgen de la Leche en la tabla izquierda. La yuxtaposición de las dos imágenes muestra al patrocinador como testigo de lo sagrado.

### La Virgen con el Niño y ángeles

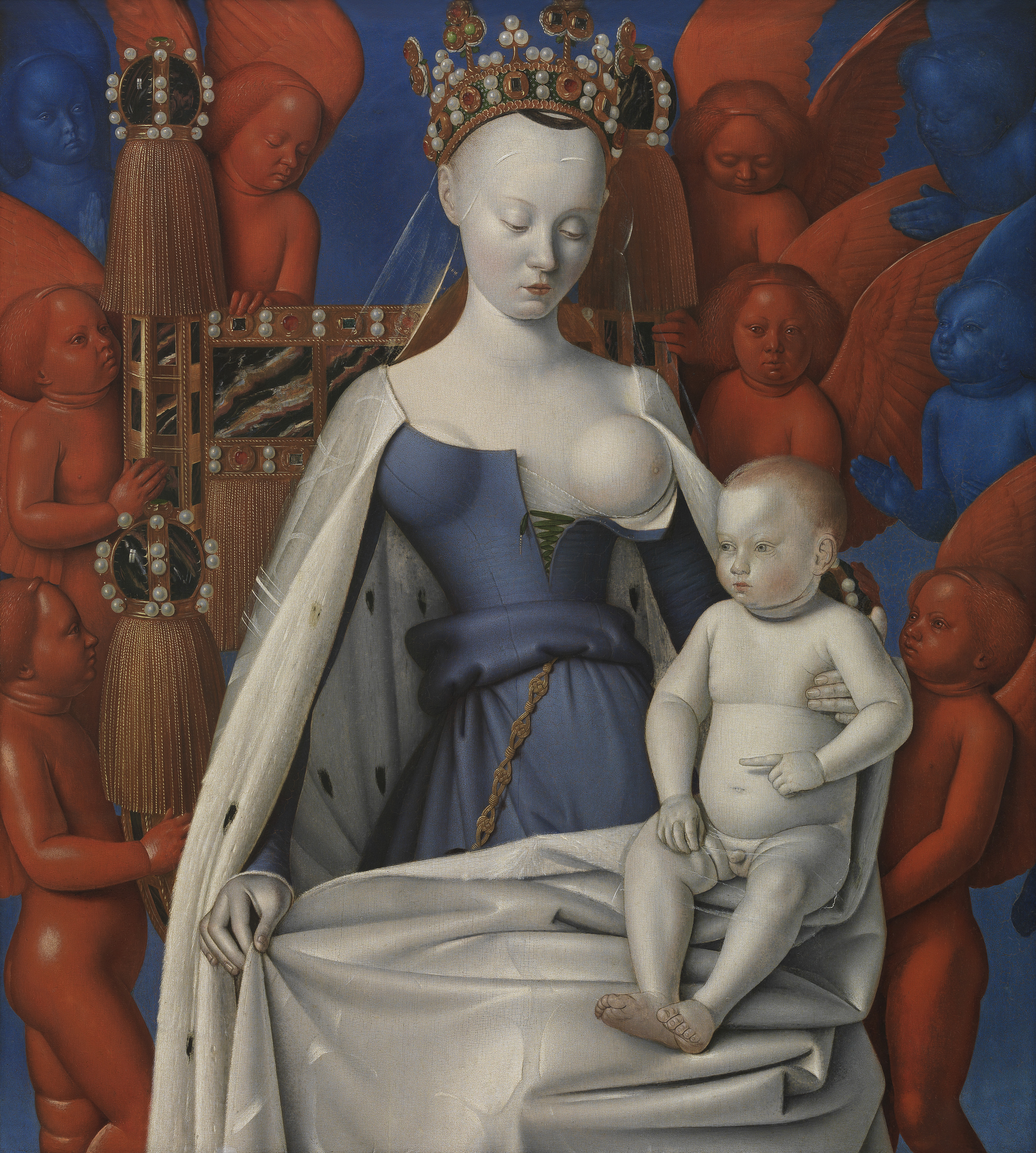
Madonna lactans o Virgen nutricia con Niño y ángeles, tabla derecha del díptico.

La Virgen de Melun o Virgen con el Niño y ángeles forma parte del díptico y mide 91 cm de alto y 81 cm de ancho. Se exhibe actualmente en el Real Museo de Bellas Artes de Amberes (Bélgica).
La Virgen, como reina entronizada, se representa fuertemente idealizada como una joven doncella de ebúrnea piel, frente muy ancha y con corona de perlas y pedrería sujetando un velo transparente. Lleva una capa de armiño y un vestido de seda gris, con el corpiño abierto mostrando el pecho izquierdo perfectamente esférico, imagen que tiene que ver con el papel de María como nodriza de la humanidad. Sostiene al niño desnudo sobre la rodilla izquierda. El trono sobre el que se sienta está decorado con ágatas, perlas y piedras preciosas. Rodean el trono nueve ángeles, dispuestos de forma que cada rostro está en posición diferente, los azules son querubines y los rojos son serafines, según decían los Padres de la Iglesia; se considera que la elección de estos colores para los ángeles es influencia de Fra Angelico.
Se supone que la inusualmente sensual Virgen de esta obra es Agnès Sorel, amante del noble comitente, así como del rey Carlos VII, y de la que Chevalier era el albacea testamentario. Se decía que era la mujer más hermosa de Francia.

### Etienne Chevalier y San Esteban

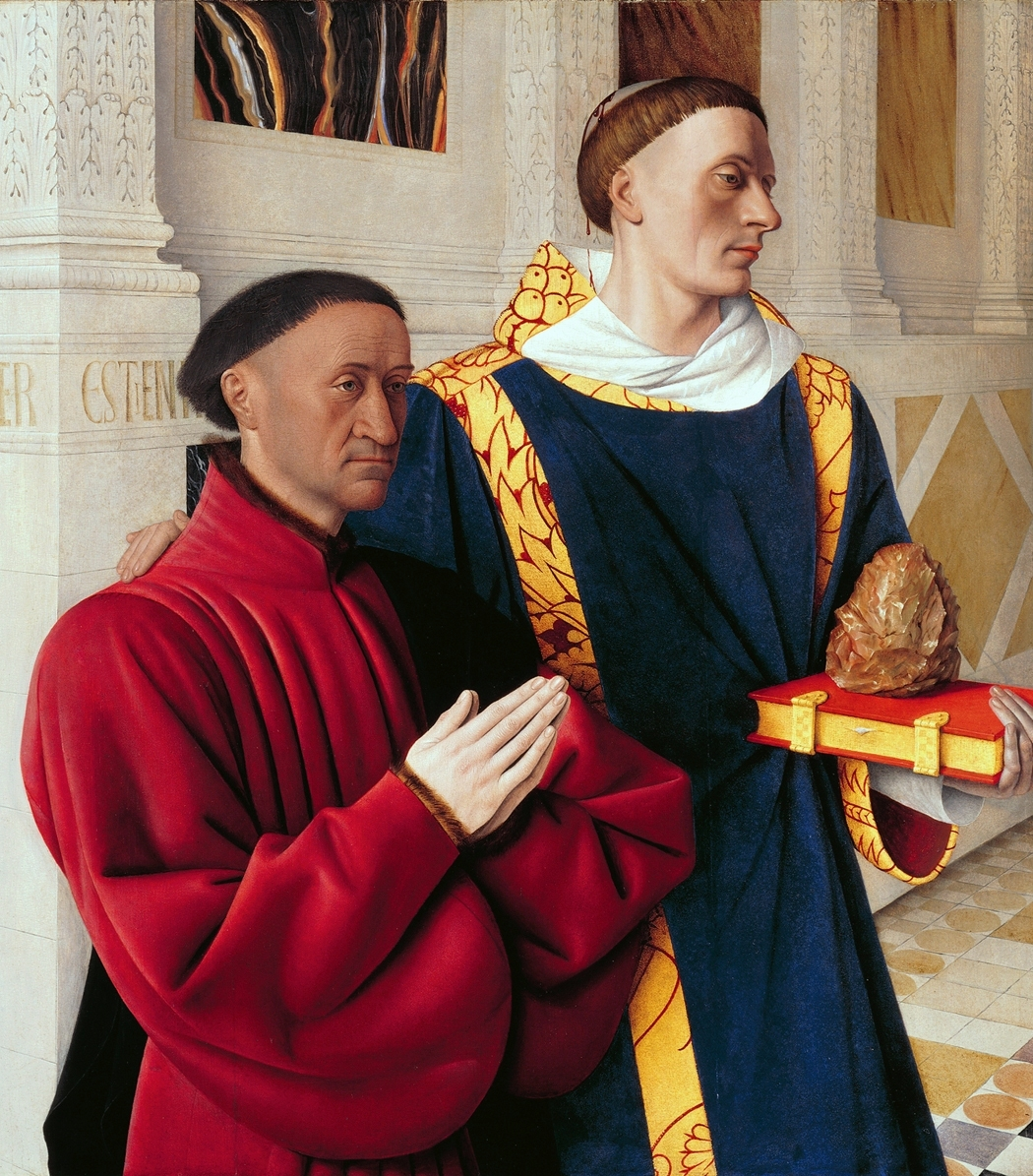
Etienne Chevalier y San Esteban, tabla izquierda del díptico.

En la mitad izquierda está retratado Étienne Chevalier con su santo patrón, san Esteban. Esta otra tabla mide 93 x 85 cm. San Esteban aparece vestido de diácono. Sobre el libro, San Esteban lleva una piedra puntiaguda, símbolo de su martirio por lapidación, y una herida en la coronilla le sangra y gotea por detrás.
Para tratarse de un cuadro religioso, resulta marcadamente profano. La coloración es viva y la iluminación potente. El espacio donde se ubican ambos obedece a la influencia renacentista italiana, mediante una perfecta perspectiva lateral y una arquitectura que nos remonta a la Roma clásica. El interés con que capta las telas, los mármoles, las perlas, las gemas y el oro, y el realismo que exhiben los rostros del comitente y del santo con claramente influencia flamenca, con lo que Fouquet tiende un puente estilístico entre la pintura noreuropea y la italiana del siglo XV con esta composición.
El realismo que presenta esta tabla, así como la inclusión de un espacio plenamente renacentista, en oposición al idealismo y goticismo de la tabla de la Virgen y el Niño, crean un fuerte contraste visual y conceptual que podría incluso hacer creer que cada tabla fuera obra de dos talleres pictóricos diferentes.